# Фрауенштајн (Ерцгебирге)
Фрауенштајн (њем. Frauenstein) град је у њемачкој савезној држави Саксонија. Једно је од 61 општинског средишта округа Средња Саксонија. Према процјени из 2010. у граду је живјело 3.159 становника. Посједује регионалну шифру (AGS) 14522170.

## Географски и демографски подаци
Фрауенштајн се налази у савезној држави Саксонија у округу Средња Саксонија. Град се налази на надморској висини од 650 метара. Површина општине износи 58,8 km². У самом граду је, према процјени из 2010. године, живјело 3.159 становника. Просјечна густина становништва износи 54 становника/km².